# Malin Strand
Malin Strand, född 20 december 1993, är en svensk friidrottare (terräng- och långdistanslöpning) tävlande för Sävedalens AIK. 

## Personliga rekord
| Utomhus - 800 meter – 2:20,35 (Lidköping 22 augusti 2009) - 1 500 meter – 4:42,25 (Göteborg 2 juli 2016) - 3 000 meter – 9:54,16 (Göteborg 15 juli 2016) - 5 000 meter – 16:58,25 (Sollentuna 29 juli 2017) - 10 000 meter – 35:11,92 (Sollentuna 26 augusti 2016) - 10 km landsväg – 36:24 (Stockholm 15 juni 2016) - Halvmaraton – 1:17:53 (Göteborg 20 maj 2017) - Maraton – 2:53:22 (Stockholm 5 september 2020) | Inomhus - 800 meter – 2:23,64 (Göteborg 3 mars 2012) - 1 500 meter – 4:43,04 (Växjö 26 februari 2017) - 3 000 meter – 9:54,39 (Växjö 25 februari 2017) |

### Fotnoter
1. 1 2  ”Karensövergångar 2012”. friidrott.se. 16 oktober 2012. Arkiverad från originalet den 30 september 2018. https://web.archive.org/web/20180930193255/http://www.friidrott.se/forbundsinfo/overgangar/karens12.aspx. Läst 15 oktober 2017.
2. ↑  ”Stora SM 2017”. Arkiverad från originalet den 2 oktober 2017. https://archive.today/20171002101026/http://www.trackandfield.se/resultat/2017/170825_27.htm. Läst 1 oktober 2017.
3. ↑  ”Resultat Göteborgsvarvet 2017 - Svenska mästerskap”. goteborgsvarvet.se. http://results.goteborgsvarvet.se/resultat/2017/. Läst 25 augusti 2017.
4. ↑  ”Terräng-SM 2016”. racetimer.se. http://www.racetimer.se/sv/race/show/3482?layout=racetimer. Läst 1 november 2016.
5. ↑  ”Stafett-SM 2012”. trackandfield.se. Arkiverad från originalet den 19 november 2015. https://web.archive.org/web/20151119081103/http://www.trackandfield.se/resultat/2012/120908_09.htm. Läst 17 april 2013.
6. ↑  ”Årsbästa F16 utomhus 2009”. friidrott.se. Arkiverad från originalet den 15 januari 2020. https://web.archive.org/web/20200115191406/http://www.friidrott.se/rs/arsbasta.aspx?season=18&class=f16. Läst 12 september 2020.
7. 1 2 3 4 5 6 7 8 9 10  ”Personsida på IAAF:s webbplats” (på engelska). iaaf.org. https://www.iaaf.org/athletes/sweden/malin-strand-423896. Läst 8 oktober 2018.
8. ↑  ”SM i Marathon 2020”. racetimer.se. https://www.marathon.se/racetimer?v=/sv/race/show/4868%3Flayout%3Dmarathon. Läst 12 september 2020.